# NGC 4287
NGC 4287 (również PGC 39860) – galaktyka spiralna (Sb), znajdująca się w gwiazdozbiorze Panny. Odkrył ją Albert Marth 26 maja 1864 roku. Należy do Gromady w Pannie.